# Sheila Watt-Cloutier
Sheila Watt-Cloutier (2 de desembre de 1953) és una activista inuit canadenca. Ha estat representant política dels inuit a escala regional, nacional i internacional, i també presidenta internacional del Consell Circumpolar Inuit (anteriorment Conferència Circumpolar Inuit). Ha treballat en molts problemes socials i ambientals que afecten els inuit, com també en els contaminants orgànics persistents i l'escalfament global. Ha rebut nombrosos premis i honors per la feina que duu a terme i ha aparegut en diversos documentals. Watt-Cloutier és assessora de la Comissió Ecofiscal del Canadà. De la mateixa manera, també és investigadora principal del Center for International Governance Innovation.

## Biografia
La mare de Watt-Cloutier era una intèrpret molt coneguda i el pare, un oficial de la Policia Muntada del Canadà. Durant els primers deu anys de la seva vida, Sheila es va criar a la manera tradicional, per la qual cosa viatjava amb trineus tirats per gossos, abans que l'enviessin a l'escola en Nova Escòcia i Churchill, Manitoba. Cap a la meitat de dècada de 1970, va treballar per a l'Hospital Ungava com a traductora de inuktitut i es va esforçar per millorar l'educació i les condicions sanitàries de la comunitat. De 1991 a 1995, va treballar com a consellera en el procés de revisió del sistema educatiu del nord de Quebec.
Watt-Cloutier ha estat representant política dels inuit durant més d'una dècada. De 1995 a 1998, va ser secretària corporativa de Makivik Corporation, l'organització que reclama la devolució de les terres inuit canadenca establerta per al nord de Quebec (Nunavik) en virtut de l'Acord de 1975 de la badia de James i el nord de Quebec.
El 1995, va ser elegida presidenta del Consell Circumpolar Inuit (ICC) del Canadà i en va ser reelegida en 1998. El ICC representa internacionalment els interessos dels inuit de Rússia, Alaska, el Canadà i Groenlàndia. Va actuar com a portaveu dels pobles indígenes de l'Àrtic en la negociació del Conveni d'Estocolm que prohibeix la fabricació i l'ús de contaminants orgànics persistents (COP), inclòs el bifenilo policlorado (PCB) o el DDT. Aquestes substàncies contaminen la cadena alimentària de l'Àrtic i s'acumulen en els cossos dels inuit, molts dels quals continuen subsistint amb el menjar local del país.
El 2002, va ser elegida presidenta Internacional de la CPI, càrrec que va ocupar fins al 2006. Posteriorment, la seva feina ha emfatitzat la cara humana de l'impacte del canvi climàtic global en el Desglaç àrtic. El 7 de desembre de 2005, basant-se en les troballes de l'Avaluació d'Impacte Climàtic de l'Àrtic, que projecta que és probable que la cultura de la caça inuit no pugui sobreviure a la pèrdua de gel marí i altres canvis que tindran lloc en les pròximes dècades, va llançar la primera acció legal internacional sobre el canvi climàtic: una petició, juntament amb 62 caçadors i ancians inuit de comunitats de tot el Canadà i Alaska, a la Comissió Interamericana de Drets Humans, al·legant que les emissions no controlades de gasos d'efecte d'hivernacle dels Estats Units violaven els drets humans culturals i ambientals dels inuit garantits per la Declaració Americana de Drets i Deures de l'Home de 1948. Si bé la CIDH va decidir admetre a tràmit la seva petició, la Comissió va convidar a Watt-Cloutier a declarar amb el seu equip legal internacional (inclosos advocats de Earthjustice i del Centre de Dret Ambiental Internacional) en la seva primera audiència sobre canvi climàtic i drets humans l'1 de març de 2007.
El 2015 va publicar el llibre The Right to Be Cold, sobre els efectes del canvi climàtic en les comunitats inuit.

## Premis i reconeixements
2002 - Premi del Medi Ambient Mundial, Associació Mundial d'Organitzacions No Governamentals - Washington, D. C., els Estats Units (en nom de ICC el Canadà).
2004 - National Aboriginal Achievement Award (Medi Ambient), National Aboriginal Achievement Foundation (ara Indspire) - Ontario, el Canadà.
2005
- Premi Sophie, The Sophie Foundation - Oslo, Noruega.[8]
- Premio Campió de la Terra, Programa de les Nacions Unides per al Medi Ambient - Nairobi, Kenya.[9]
- Medalla del Nord del Governador General - Ottawa, Ontario, el Canadà.

2006
- International Environmental Leadership Award, desè premi anual Green Cross International Millennium Awards, organitzat per Global Green, EE. UU. - Los Angeles, els EUA
- Doctora honoraria en dret, Universitat de Winnipeg - Winnipeg, Manitoba, el Canadà.[10]
- Esment a la trajectòria, Canadian Environment Awards - Vancouver, Columbia Britànica, el Canadà.[11][12]
- Premi Internacional de Medi Ambient, Gal·la 2006, Dia de la Terra Canadà - Toronto, Ontario, el Canadà.[13]
- Orde de Groenlàndia, Assemblea General de la Conferència Circumpolar Inuit - Barrow, Alaska, EE. UU.
- Oficial de l'Orde del Canadà - Ottawa, Ontario, el Canadà.[14]

2007
- El 2 de febrer de 2007, The Globe and Mail va publicar un informe que Watt-Cloutier, juntament amb l'ex vicepresident dels Estats Units Al Gore, havien estat nominats per al Premi Nobel de la Pau 2007 juntament amb altres 180 persones.[15] L'informe deia que havien estat nominats per Børge Brende i Heidi Sørensen, tots dos membres del parlament noruec. L'article també assenyalava que el Comitè Noruec del Nobel no comenta els noms de les persones que poden haver estat nominades i, d'acord amb els estatuts de la Fundació Nobel, no publiquen els noms.
- Premi Rachel Carson - Stavanger, Noruega.[16]
- Premi Mahbub ul Haq al Desenvolupament Humà, Premis al Desenvolupament Humà de les Nacions Unides - Nova York, EE. UU.[17]

2008
- Premi Testimonial, Sopar Testimonial i Premis del 21.º Fòrum Anual de Política Pública - Toronto, Ontario, el Canadà
- Doctora honoraria en dret, Universitat d'Ottawa - Ottawa, Ontario, el Canadà.[18]
- Doctora honoraria en lletres, Universitat de Guelph - Guelph, el Canadà.[19]
- Doctora honoraria en dret, Universitat de Windsor - Windsor, el Canadà.[20]
- Doctora honoraria en dret, Royal Roads University - Victoria, el Canadà.[21]
- Doctora honoraria en dret, Universitat Wilfrid Laurier - Waterloo, el Canadà.[22]
- Doctorat honorari, INRS - Ciutat de Quebec, el Canadà.[23]
- Doctora honoraria en dret, Universitat McMaster - Hamilton, el Canadà.[24]
- Heroes of the Environment (2008), de Time en la categoria "Líders i visionaris".[25]

## Publicacions
- "The Inuit Journey Towards a Pops-Free World." Northern Lights Against Pops: Combating Toxic Threats in the Arctic. Ed. David Leonard Downie i Terry Fenge. Mont-real: Premsa de la Universitat de McGill-Queen, 2003. 256–267.
- "Don’t Abandon the Arctic to Climate Change". The Globe and Mail 24 de maig de 2006: A19.
- "ICC responds to last week’s editorial". Nunatsiaq News 9 de juny de 2006: Opinió.
- "Nunavut must think big, not small, on polar bears". Nunatsiaq News 19 de gener de 2007: Opinió.[26]
- "The Strength to Go Forward". CBC: This I Believe 23 de maig de 2007.[27]
- "Canada's Way". The Ottawa Citizen 29 d'agost de 2007.[28]
- "Ozone treaty offers insurance against climate change". The Globe and Mail 6 de setembre de 2007: A19.[29]